# 칸호발어
칸호발어(Qʼanjobʼal, Kanjobal)는 과테말라와 멕시코 일부 지역에서 쓰이는 마야어족 언어이다. 국제 SIL이 1998년 《에스놀로그》에서 추정한 바에 따르면 약 77,000명의 모어 화자가 있었으며 그 대부분은 과테말라의 웨웨테낭고주에 살았다. 칸호발어가 사용되는 지방자치체로는 산후안이슈코이(Yich Kʼox), 산페드로솔로마(Tzʼulumaʼ), 산타에울랄리아(Jolom Konobʼ), 산타크루스바리야스(Yalmotx), 산라파엘라인데펜덴시아, 산미겔아카탄 등이 있다(Pedro Mateo Pedro 2010). 과테말라는 다문화 이중언어 교육을 통해 공립학교에서 칸호발어를 가르치고 있다.

## 분류
칸호발어는 마야어족의 칸호발어파에 속한다. 마야어족에는 31개의 언어가 속하며 이 중 2개는 사멸했다. 칸호발어파에는 칸호발어를 비롯해 역시 과테말라에서 쓰이는 추흐어, 아카텍어, 하칼텍어 등이 속한다. 칸호발어파는 마야어족에서 가장 보수적인 갈래로 알려져 있지만, 여러 흥미로운 변화를 겪기도 했다.

## 음운론
칸호발어에는 26개의 자음과 5개의 모음 음소가 있다. 칸호발어 정서법은 다음과 같은 글자를 사용한다.
a, bʼ, ch, chʼ, d, e, h, i, j, k, kʼ, l, m, n, o, p, q, qʼ, r, s, t, tʼ, tx, txʼ, tz, tzʼ, u, w, x, xh, y, ʼ(성문 파열음)
이 중 chʼ, kʼ, qʼ, tʼ, txʼ, tzʼ에 들어간 글자 ‹ʼ›은 방출음을 나타낸다. 칸호발어에서 r의 분포는 제한적으로, 주로 스페인어 차용어에 나타나고 kʼarari ‘낡은 엔진 따위가 내는 소음’ 같은 의성의태어나 jeran ‘망가진 상태에 있는’ 같은 상태사에도 나타난다. tx, x는 혀를 입 뒤쪽으로 말아서 발음하는 권설음을 나타낸다. 칸호발어에 권설음이 나타나는 것은 맘어의 영향이라 생각된다.
|        | 전설 | 중설 | 후설 |
| ------ | ---- | ---- | ---- |
| 고모음 | i    |      | u    |
| 중모음 | e    |      | o    |
| 저모음 |      | a    |      |

|        |        | 양순음 | 치경음    | 후치경음  | 권설음    | 연구개음 | 구개수음 | 성문음 |
| ------ | ------ | ------ | --------- | --------- | --------- | -------- | -------- | ------ |
| 비음   | 비음   | m /m/  | n /n/     |           |           |          |          |        |
| 파열음 | 기본   | p /pʰ/ | t /tʰ/    |           |           | k /kʰ/   | q /qʰ/   | ʼ /ʔ/  |
| 파열음 | 방출   |        | tʼ /tʼ/   |           |           | kʼ /kʼ/  |          |        |
| 파열음 | 내파   | bʼ /ɓ/ |           |           |           |          | qʼ /ʛ̥/   |        |
| 파찰음 | 기본   |        | tz /tsʰ/  | ch /tʃʰ/  | tx /tʂʰ/  |          |          |        |
| 파찰음 | 방출   |        | tzʼ /tsʼ/ | chʼ /tʃʼ/ | txʼ /ʈʂʼ/ |          |          |        |
| 마찰음 | 마찰음 |        | s /sʰ/    | xh /ʃʰ/   | x /ʂ/     |          | j /χ/    |        |
| 접근음 | 접근음 | w /v/  | l /l/     | y /j/     |           | w /w/    |          |        |
| 탄음   | 탄음   |        | r /ɾ/     |           |           |          |          |        |

### 강세
절의 마지막에 오는 단어는 마지막 음절에 강세를 받고, 그 밖의 단어는 첫 음절에 강세를 받는다.

## 참고 문헌
Comunidad Lingüística Qʼanjobʼal (2005). 《Gramática descriptiva qʼanjobʼal = Yaqʼbʼanil stxolilal tiʼ qʼanjobʼal》 (스페인어). Guatemala City: Academia de Lenguas Mayas de Guatemala (ALMG), Comunidad Lingüística Qʼanjobʼal. OCLC 70631325.
Oxlajuuj Keej Mayaʼ Ajtzʼiibʼ [OKMA] (2000). 《Variación dialectal en qʼanjobʼal = Skʼexkixhtaqil yallay koqʼanej》. Informes de variación dialectal series (스페인어). Saaqjumay [Sonia Raymundo González], Adán Francisco Pascual, Pedro Mateo Pedro, and Bʼalam Qʼuqʼ [Eladio Mateo Toledo] (authors/contribs.), Nora C. England (advisor), Guisela Ascensio Lueg (Spanish revision). Guatemala City: Cholsamaj. ISBN 99922-53-08-8. OCLC 49332799.
Robertson, John S. (1992). 《The History of Tense/Aspect/Mood/Voice in the Mayan Verbal Complex》. Austin: University of Texas Press. ISBN 0-292-72075-0. OCLC 26160695.
- Mateo Pedro, Pedro (2010). The acquisition of verb inflection in Qʼanjobʼal Maya: a longitudinal study. Ph.D. dissertation, University of Kansas.